# Władimir Siemirunnij
Władimir Siergiejewicz Siemirunnij (ros. Семирунний Владимир Сергеевич; ur. 11 grudnia 2002 w obwodzie swierdłowskim) – rosyjski łyżwiarz szybki reprezentujący także Polskę, dwukrotny medalista mistrzostw świata.

## Kariera
Na rozgrywanych w 2022 mistrzostwach świata juniorów w Innsbrucku zdobył brąz w biegu na 5000 m. 
Po inwazji Rosji na Ukrainę wyemigrował do Polski, którą reprezentuje od 2024 roku. 
Podczas mistrzostw świata na dystansach w Hamar zdobył srebro na dystansie 10 000 m i brąz na 5000 m. 